# Sofia (Nuovo Messico)
Sofia è una piccola comunità non incorporata (unincorporated community) della contea di Union, nel nord-est del Nuovo Messico, negli Stati Uniti.
Sofia, che prende il nome dall'omonima capitale della Bulgaria, fu fondata nel 1911, ed è la più antica colonia agricola bulgara negli Stati Uniti. I fondatori della comunità furono i fratelli Dimitar e Ivan Kostadinov che affittarono 320 acri (1,3 km²; 0,50 sq mi) di terra. Nel 1912, il nome della colonia venne scelto in una riunione; le alternative prese in considerazione erano Georgetown e Tarnovo (come l'omonima capitale bulgara nel periodo medievale).
Gancho Belchev, Ivan Stoyanov, Hristo Naumov, Kosta Dimitrov, Risto Pochev e Kolyu Iliev arrivarono nella primavera del 1914 e colonizzarono la città. La colonia agricola crebbe lentamente quando i coloni si sposarono e affittarono altre terre. Entro la fine della prima guerra mondiale, ciascuna delle otto famiglie bulgare possedeva e coltivava da 120 a 150 acri (da 0,49 a 0,61 km²; da 0,19 a 0,23 miglia quadrate). Principalmente era diffusa la coltivazione dei fagioli, così come anche grano, mais, miglio e patate.
Nel 1916, i coloni iniziarono a costruire case per le loro famiglie. Un ufficio postale fu istituito poco dopo con l'autorizzazione delle autorità statali del Nuovo Messico, così come vennero aperti anche alcuni negozi. Fino al 1920, Sofia era una cooperativa agricola; nello stesso anno, i contadini diventarono proprietari delle terre che avevano affittato. Molti agricoltori scelsero di vendere le terre che avevano acquisito e tornarono in Bulgaria negli anni 1920. La colonia cadde in declino dopo la seconda guerra mondiale.